# Canon de 12 livres

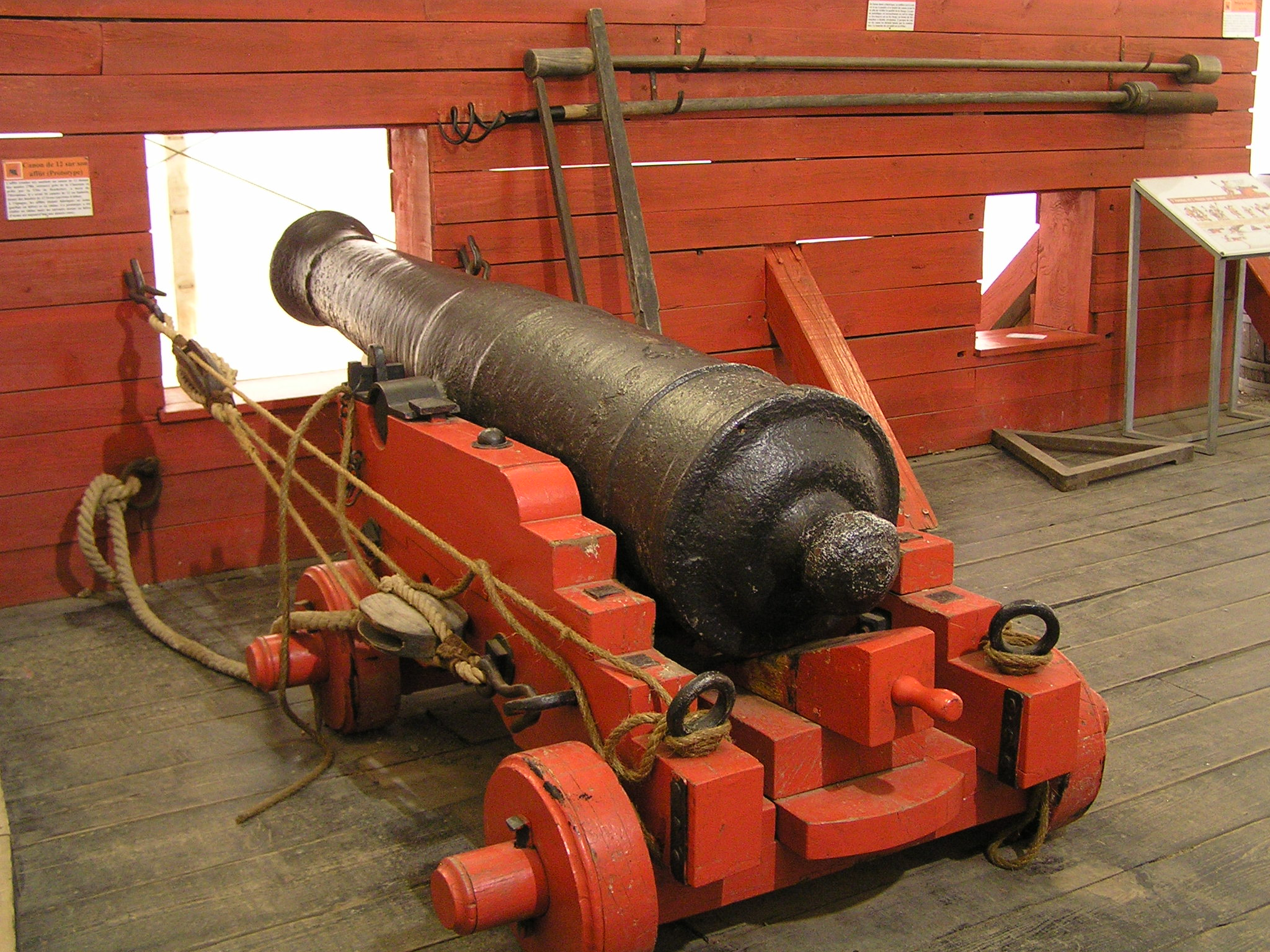
Reconstitution d'un canon de 12 livres en batterie sur la frégate l’Hermione.

Un canon de 12 livres est un canon tirant des boulets de 12 livres, utilisé du XVIIe siècle au milieu du XIXe siècle.

## Emploi
Le canon de 12 livres est un des calibres (exprimé à partir du poids du boulet) utilisés en mer sur les navires de guerre européens, mais aussi comme artillerie de campagne ou artillerie de siège. Si sur mer il s'agit d'un calibre plutôt modeste (en comparaison avec les canons de 36 ou de 24 livres par exemple), sur terre il est qualifié d'artillerie lourde. On pouvait tirer environ un boulet toutes les 5 minutes[réf. nécessaire].

### Sur mer

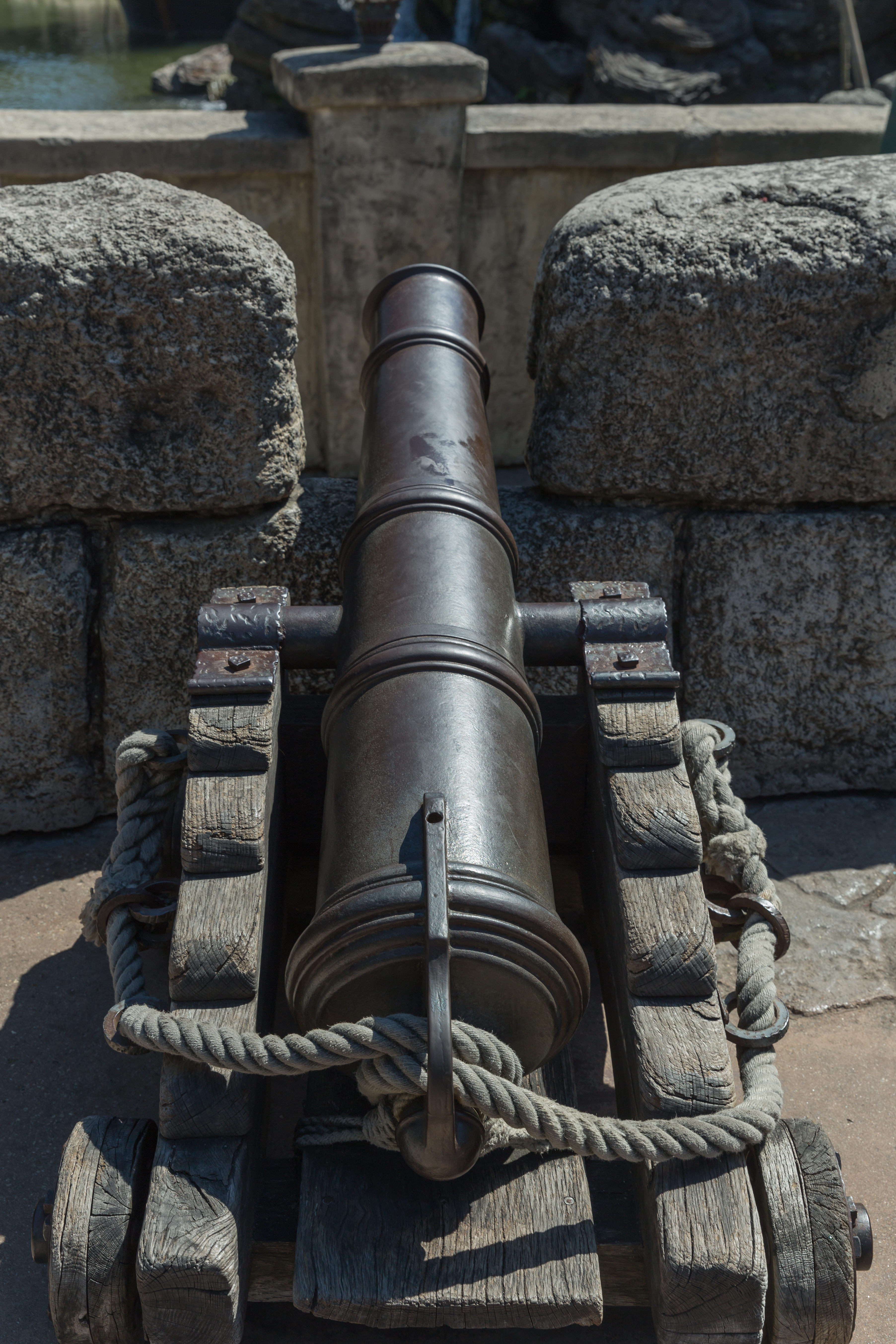
Canon de 12 livres à l'attraction La Plage des Pirates à Disneyland Paris.

À la fin du XVIIIe siècle, ce type de canon arme dans la Marine royale française :
- la troisième batterie des vaisseaux de 118 canons (34 canons de 12 livres chacun),
- les gaillards des vaisseaux de 80 canons (18 puis 14 canons de 12 livres chacun),
- la seconde batterie des vaisseaux de 64 canons (28 canons de 12 livres chacun)
- la batterie unique des frégates de 12 (26 canons de 12 livres chacune).

Dans la Royal Navy, les Britanniques l'utilisent pour armer :
- la troisième batterie des vaisseaux trois-ponts de 90 canons (30 canons de 12 livres chacun),
- la seconde batterie des vaisseaux de 50 canons (22 canons de 12 livres chacun),
- les gaillards des vaisseaux-rasés (12 canons de 12 livres chacun)
- la batterie unique des frégates de 12 (26 canons de 12 livres chacune).

### Sur terre

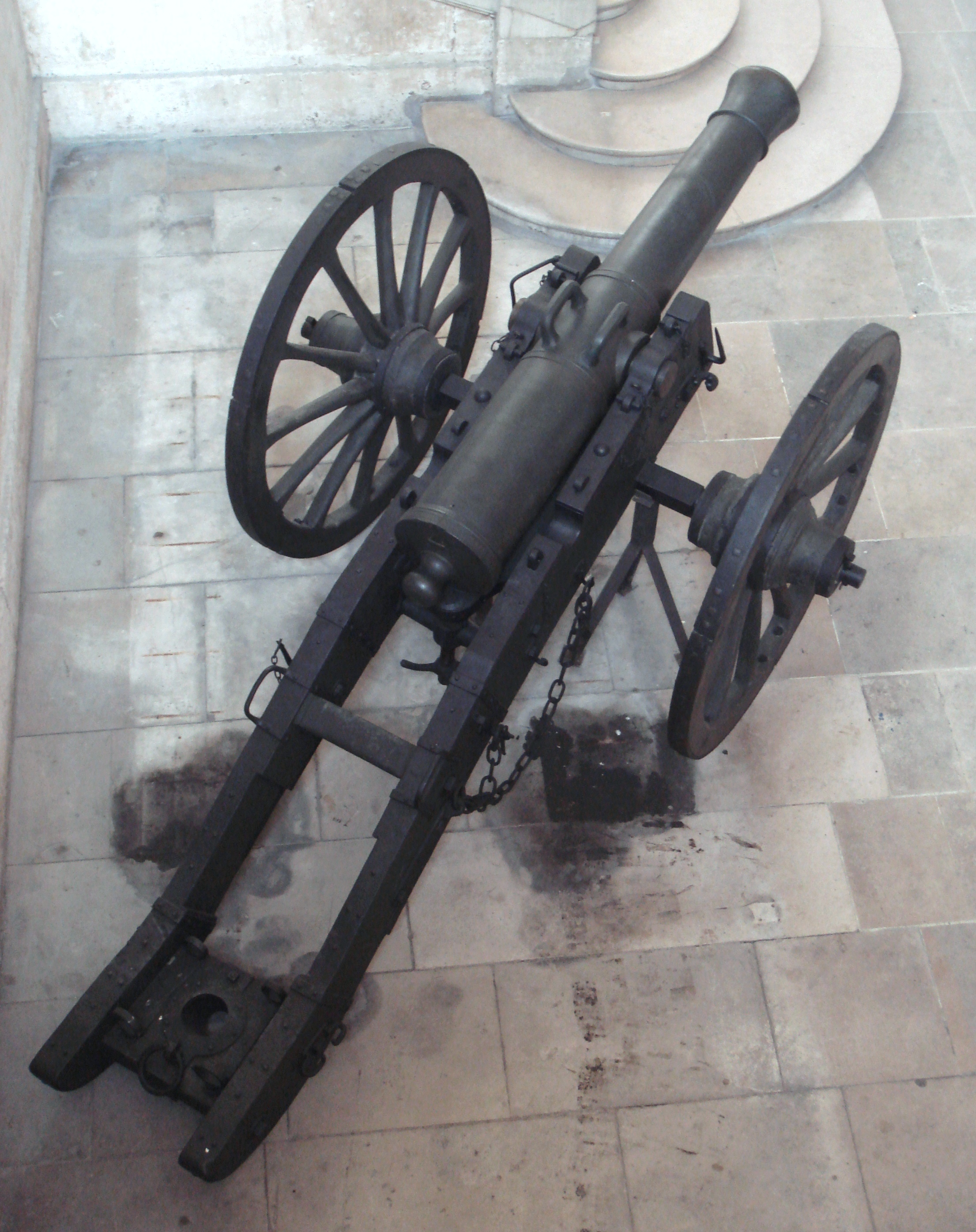
Canon de 12 livres de l'an II sur son affût de campagne.

Jusqu'au milieu du XIXe siècle, le canon de 12 livres est la plus lourde pièce de l'artillerie de campagne. Le modèle français est perfectionné à la fin du XVIIIe siècle par le vicomte de Gribeauval, puis sous Napoléon en l'an XI : la pièce est allégée à 3 205 livres (soit 1 568 kilogrammes pour la pièce de 12 du système Gribeauval) puis à 2 811 livres (soit 1 376 kilogrammes pour la pièces de 12 du système an XI).
Les pièces d'artillerie sont organisées en batterie (ayant le titre de compagnie d'artillerie à pied), chacune ayant six canons, deux obusiers et théoriquement une centaine d'hommes.

## Dimensions

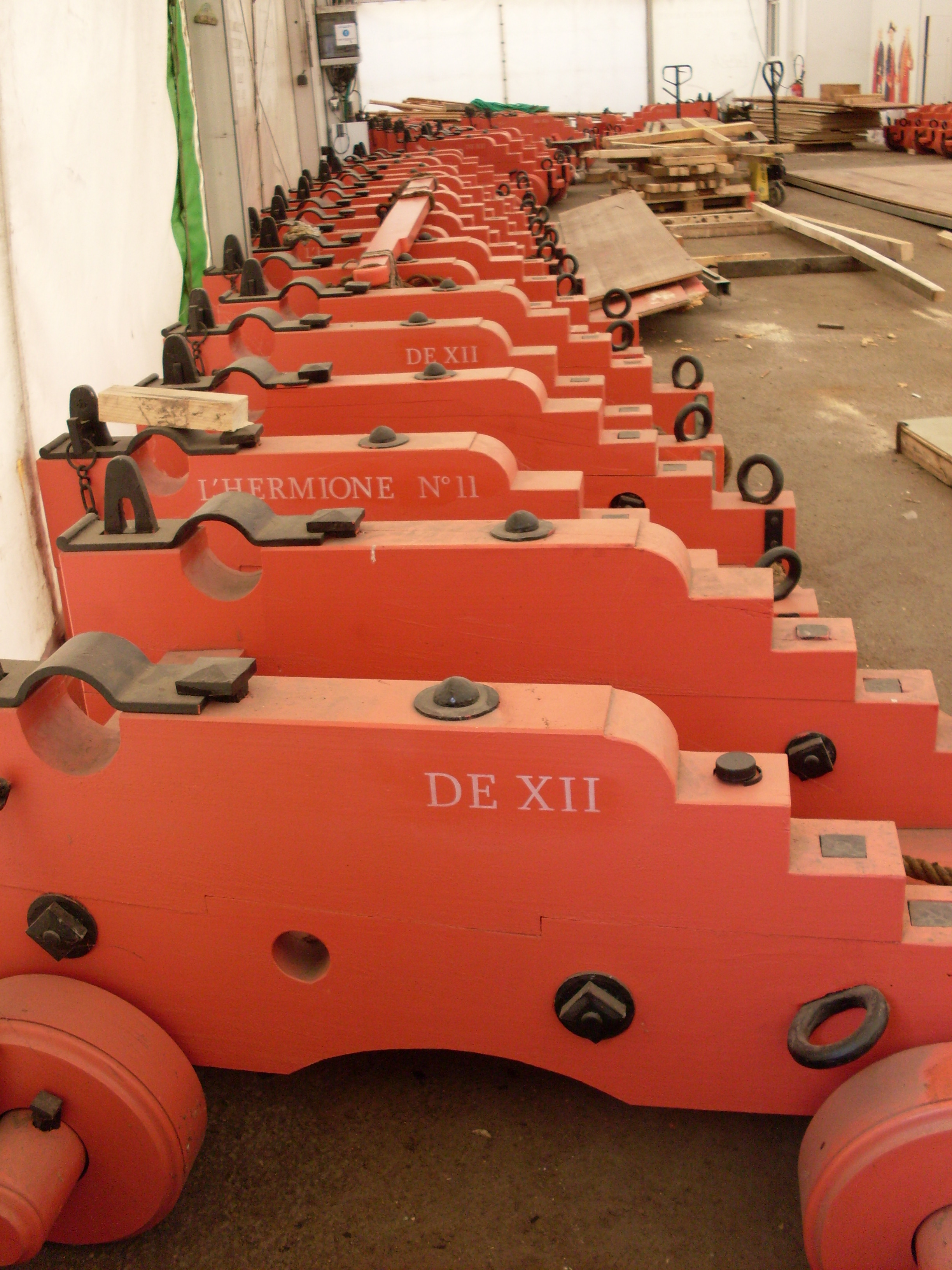
Affûts pour canons de 12 livres, en construction pour lHermione.

Les dimensions d'un canon de 12 livres varient selon la nationalité et l'époque. Les mesures suivantes sont celles des canons de 12 livres de la Marine française selon le règlement de 1786, fondus en fer.
- Masse du canon : 1 470 kilogrammes
- Masse de l'affût : 275 kilogrammes
- Longueur du tube : 2,430 mètres
- Diamètre de l'âme : 120,7 millimètres
- Masse du boulet de 12 : 5,8 kilogrammes

NB : la livre française (ou « livre de poids de marc », soit 489,5 grammes) étant un peu plus importante que celle britannique (ou « livre avoirdupois », soit 453,6 grammes).

Ainsi, le boulet britannique de 12 livres anglaises pesait l'équivalent de 11,12 livres françaises, tandis que le boulet français de 12 livres pesait au Royaume-Uni, 12 livres et 15 onces.
 
La conséquence est qu'en cas de prise d'un navire, l'ensemble de son artillerie devait être intégralement remplacée afin d'être adaptée aux munitions en usage dans le pays qui s'était emparé du vaisseau.
Il faut huit servants pour mettre en batterie un canon de 12, en mer comme sur terre, auquel se rajoute sur mer le mousse pourvoyeur et sur terre six soldats d'infanterie (pour tirer la pièce à la bricole) et six chevaux (pour l'attelage).